# 국제 농구 아메리카 연맹
국제 농구 아메리카 연맹(FIBA Americas)은 아메리카의 농구, 스트리트볼 종목을 총괄하는 국제 스포츠 행정 기구이다. 아메리카에서의 농구 운영 · 관리 · 보급 활동을 실시한다.

## 회원국
| - 가이아나 - 과테말라 - 그레나다 - 니카라과 - 도미니카 연방 - 도미니카 공화국 - 멕시코 - 몬트세랫 - 미국 - 미국령 버진아일랜드 - 바베이도스 | - 바하마 - 버뮤다 - 베네수엘라 - 벨리즈 - 볼리비아 - 브라질 - 세인트루시아 - 세인트빈센트 그레나딘 - 세인트키츠 네비스 - 수리남 - 아루바 | - 아르헨티나 - 아이티 - 앤티가 바부다 - 에콰도르 - 엘살바도르 - 영국령 버진아일랜드 - 온두라스 - 우루과이 - 자메이카 - 칠레 - 캐나다 | - 케이맨 제도 - 코스타리카 - 콜롬비아 - 쿠바 - 터크스 케이커스 제도 - 트리니다드 토바고 - 파나마 - 파라과이 - 페루 - 푸에르토리코 |